# TVA Cup
Il TVA Cup è stato un torneo femminile di tennis che si è giocato a Nagoya in Giappone nel 1995. La superficie utilizzata è stata il sintetico indoor.

## Albo d'oro

### Singolare
| Anno | Campionessa | Finalista       | Punteggio |
| ---- | ----------- | --------------- | --------- |
| 1995 | Linda Wild  | Sandra Kleinová | 6–4, 6–2  |

### Doppio
| Anno | Campionesse                        | Finaliste                   | Punteggio |
| ---- | ---------------------------------- | --------------------------- | --------- |
| 1995 | Kerry-Anne Guse / Kristine Radford | Rika Hiraki / Sung-Hee Park | 6–4, 6–4  |